# Urrotz
Urrotz è un comune spagnolo di 199 abitanti situato nella comunità autonoma della Navarra.